# Caloctenus oxapampa
Caloctenus oxapampa là một loài nhện trong họ Ctenidae.
Loài này thuộc chi Caloctenus. Caloctenus oxapampa được miêu tả năm 2004 bởi Silva.